# Lijst van Stolpersteine in Hoek van Holland
De lijst van Stolpersteine in Hoek van Holland geeft een overzicht van de gedenkstenen die zijn geplaatst in het Rotterdamse district Hoek van Holland in het kader van het Stolpersteine-project van de Duitse beeldhouwer-kunstenaar Gunter Demnig. Omdat het Stolpersteine-project doorloopt, kan deze lijst onvolledig zijn.

## Stolpersteine
Er zijn vijf Stolpersteine in Hoek van Holland, een wijk in Rotterdam.
| Afbeelding | Inscriptie | Adres                              | Herdachte persoon                                                                 |
| ---------- | --- | ---------------------------------- | --------------------------------------------------------------------------------- |
|            | HIER WOONDE ISRAËL MOZES VAN DER SLUIS GEB. 1920 GEDEPORTEERD 1942 UIT WESTERBORK VERMOORD 30.9.1942 AUSCHWITZ | Hoek van Holland, Schoolstraat 28b | Israël Mozes van der Sluis (Rotterdam, 15 maart 1920 - Auschwitz, 1 oktober 1942) |
|            | HIER WOONDE MARGERETHA VAN DER SLUIS GEB. 1926 GEDEPORTEERD 1942 UIT WESTERBORK VERMOORD 30.9.1942 AUSCHWITZ   | Hoek van Holland, Schoolstraat 28b | Margeretha van der Sluis (1926-1942)                                              |
|            | HIER WOONDE MOZES ISRAËL VAN DER SLUIS GEB. 1894 GEDEPORTEERD 1942 UIT WESTERBORK VERMOORD 30.9.1942 AUSCHWITZ | Hoek van Holland, Schoolstraat 28b | Mozes Israël van der Sluis (1894-1942)                                            |
|            | HIER WOONDE SAARTJE VAN DER SLUIS GEB. 1922 GEDEPORTEERD 1942 UIT WESTERBORK VERMOORD 30.9.1942 AUSCHWITZ      | Hoek van Holland, Schoolstraat 28b | Saartje van der Sluis (1922-1942)                                                 |
|            | HIER WOONDE SIMON IZAAK VAN DER SLUIS GEB. 1928 GEDEPORTEERD 1942 UIT WESTERBORK VERMOORD 30.9.1942 AUSCHWITZ  | Hoek van Holland, Schoolstraat 28b | Simon Izaak van der Sluis (1928-1942)                                             |

## Data van plaatsingen
- 17 februari 2015: Hoek van Holland